# サイコガンダム
サイコ・ガンダム (PSYCHO GUNDAM) は、「ガンダムシリーズ」に登場する架空の兵器。有人操縦式の機動兵器であるモビルアーマー（MA）のひとつ。初出は1985年放送のテレビアニメ『機動戦士Ζガンダム』。「サイコガンダム」と中黒なしで表記されるもあるが、設定画や関連商品、公式ウェブサイトでは「サイコ・ガンダム」である。
作中の敵側勢力であるティターンズに配備される機体で、人型のモビルスーツ（MS）形態への変形機構を備える可変MA（TMA）。MS形態時の全高は40mに達し、標準的なMSの倍に相当する巨体をもつ。強化人間による操縦を前提としており、サイコミュで制御される強力な武装を多数備えている。強化人間の女性であるフォウ・ムラサメが搭乗し、主人公のカミーユ・ビダンが所属するエゥーゴの前に立ちはだかる。
本記事では、同じく『Ζガンダム』および続編の『機動戦士ガンダムΖΖ』に登場する後継機サイコ・ガンダムMk-IIのほか、外伝作品などに登場するバリエーション機についても解説する。

## デザイン
バンダイ案のΖガンダムとして村上克司がデザインしたものを流用し、第2稿をもとに藤田一己がクリーンアップを担当した。村上によれば、飛行形態（MA形態）は小説『宇宙の戦士』に登場するパワードスーツ用の降下カプセルをモチーフとしているという。

## 設定解説
地球連邦軍のニュータイプ研究所のひとつであるムラサメ研究所が開発した9番目の試作機。型式番号の "M" はムラサメ研究所をあらわす。
一年戦争後、ニュータイプが搭乗したMSに関する調査団が結成され、アムロ・レイが搭乗したガンダムタイプにサイコミュの搭載が検討されたことが、開発の起点とされる。機体はMRX-002を皮切りに、ティターンズからガンダムMk-IIの提供を受け、プロトタイプサイコガンダムの開発を経てU.C.0087年6月にロールアウト。しかし、人工ニュータイプである強化人間のニュータイプ能力の低さによってサイコミュ・システムは大型化したうえ、脳波伝導フィールド形成のための変形機構や、ミノフスキー・クラフトの採用により、その全長は40mにも達した。もっともなぜかガンダムタイプの外観は保たれている。これについては、軍の意向からガンダムタイプとして開発することで予算を捻出したともされる。
形状はRX-78に似ているが、設計思想はMSN-02 ジオングがもとになっている。また、頭部にコックピットがあり、分離して小型MAとしての運用も可能。
火器管制や機体制御すべてをサイコミュで制御する方式をとっており、パターンデータを登録することによって外部からの遠隔操作も可能である。その戦闘プログラミングは専任パイロットであるフォウ・ムラサメ専用となっている。本機は可変MSではなく可変MAに分類される。モビルフォートレス (MF) とも呼ばれるMA形態に変形可能で、その巨体を飛行させるためにミノフスキー・クラフトを装備している。むしろ、この形態はおもにミノフスキー・クラフトを稼働させるためのものであり、腕部などのエネルギー・ユニットを組み替えると同時に、ボディ・ユニット内部のキューブ・グリッド・エミッターを機体外に露出してミノフスキー粒子の立方格子を生成する。また同形態では、成層圏を飛行することも可能。一方、ガルダ級の輸送機であっても格納できないため、MF状態で牽引して運用される。
機体は試作1号機と試作2号機が存在しており、ホンコンシティの戦闘に投入されたほか、改修機がキリマンジャロ基地での戦いに投入され、大破している。1号機ではパイロットの感応波を検知した結果、機体がコクピット内の制御を逸脱した動作を行ったことから、2号機においてはサイコ・コントロールシステムを実装し、専用のヘッドセットを利用することで機体外制御を仕様に盛り込んでいる。

### 武装
3連装拡散メガ粒子砲
腹部に搭載され、1門あたりの出力は4.8メガワット（合計14.4メガワット）。エネルギー直結型で高い威力を発揮する。射程はそれほど長くないため、おもに中・近距離用として位置付けられる。
ビーム砲
両手指先に1基ずつ、計10基搭載され、出力2メガワット。ジオングのものを踏襲した装備。エネルギーCAP方式で、腕部にはこのビーム砲のためのパワージェネレーターが存在する。
小型メガ・ビーム砲
頭部（額）に2門装備。
シールド
ガンダリウム合金をはじめとした複合材でできており、実弾とビームの双方に対して高い堅牢性をもつ。MF形態時は上下二分割して機体両側面に装着し直し、ミノフスキーフライトのサブデバイスや安定翼として機能する。
Iフィールド・ジェネレーター
Iフィールドによってメガ粒子砲を遮断する。機体の重装甲も相まって鈍重さをカバーする防御性能を発揮する。

### 劇中での活躍
ムラサメ研究所出身の強化人間フォウ・ムラサメの乗機として登場。1号機は戦力を失ったスードリ隊にムラサメ研からの増援として配備される。ニューホンコンにおけるカラバ襲撃作戦に参加した際に暴走し、ニューホンコンの街に大きな被害を与える。その後、アウドムラに特攻をかけようとしていたスードリに体当たりを敢行し、その爆散と共に失われる。
2号機はキリマンジャロ基地防衛隊に配備され、基地攻略に赴いたカラバの部隊を相手に圧倒的な性能を見せるが、バイアランの攻撃からΖガンダムを庇った際にコクピット内のフォウが死亡し、活動を停止する。
劇場版『機動戦士Ζガンダム』では1号機のみが登場。スードリ特攻の際にフォウが死亡するため、2号機は登場しない。
スマートフォンゲームアプリ『機動戦士ガンダム U.C. ENGAGE』のイベント「アムロシャアモード」では、テレビ版とも劇場版とも異なるストーリー展開でキリマンジャロ攻略戦が描かれた。2号機にはフォウではなくロザミア・バダムが搭乗し、ゲーツ・キャパのバイアランと連携してクワトロ・バジーナのディジェおよびアムロ・レイのリック・ディアスと交戦するが、特にダメージは受けていない。
漫画『機動戦士ガンダム U.C.0094 アクロス・ザ・スカイ』では、オーストラリアの旧ティターンズ系の武装組織の本拠地「デビルズ・ネスト」に秘匿されていた、初期型のナイトロシステムを搭載した機体が登場。なお、ナイトロはもともとサイコ・ガンダムを「よどみなく」動かすためのものであったとされる。サイコ・ガンダムMk-IIとともに圧倒的な力を見せつけるが、イング・リュード少尉が搭乗する量産型ΖΖガンダムによるフルパワーのハイ・メガ・キャノンによって撃破される。その結果、量産型ΖΖガンダムもオーバーロードを起こし、自壊する。
漫画『機動戦士ガンダム カタナ』では、宇宙世紀0084年の最終決戦を経てパイロットと共に回収された唯一現存するフルアーマー・ストライカー・カスタムの精神感応AIシステム「妖刀」がムラサメ研へ送られ、サイコ・ガンダムに転用されていたことが最終話で語られている。

### ムラサメ
漫画『機動戦士クロスボーン・ガンダム DUST』に登場。
ムラサメ研究所付近にある、旧世紀に造られた海底都市「リュグージョ」に秘匿されていたサイコ・ガンダムのひとつ。MA形態時に頭頂部を覆うユニットやシールドが失われているために完全な変形はできないが、それ以外の性能は保たれている。なお、頭部の「口」に当たる部分が原型機と異なるが、これは後世での修繕によるもので、その際にサイコフレームの技術を使用したことから、操縦者との同調性能は元よりも向上している。
リュグージョは宇宙世紀0153年にサイド1コロニー「ムーンムーン」の居住者が移民しており、本機はMA形態で「神」として崇められている。木星との政略結婚から逃れるために失踪していたムーンムーンの姫であるカグヤ・シラトリが0169年に帰還したことから、姫の座を狙うエラゾ・カノー司祭長が姫にふさわしい「能力」の高さを競うため、本機を遠隔操作させる「神立たせの儀」を挑む。エラゾが本機の左腕を動かしたことによって勝利と思われたが、実は彼女が強化人間であることが露呈する。エラゾが搭乗するオーテングーはアッシュ・キングのアンカーによって行動不能にされ、彼女は気絶するも感情が乗り移った状態となった本機は無人でMS形態に変形し、天井を破壊して海上に出て暴れ回る。カグヤはオーテングーのサイコミュを利用してエラゾの精神に「サイコ・ダイブ」することで本機の動きを止め、その隙にアンカーが頭部を破壊した結果、活動を停止する。
リュグージョでは、本機の携行武装としてスラスター内蔵の大型ビーム・サーベル「イカリマル」を開発しているが、結局本機では使用されていない。カグヤをリュグージョまで送り届けた代金の一部としてアッシュに譲渡され、アンカーの武器となる。

## プロトタイプサイコガンダム
メカニックデザイン企画『M-MSV』に登場。初出の『SD CLUB』第8号での名称は「プロトサイコガンダム」。
「連邦・ジオン公国系双方の技術を結集した最強のガンダム」というコンセプトの基に開発された機体。ガンダムMk-IIをベースにしており、ビーム砲を搭載した前腕部はジオングと同様に有線でのオールレンジ攻撃が可能（ただし、地上では直線的な動作しかできない）。胸部中央には拡散メガ粒子砲が搭載されており、ジェネレーターが増設されているものの出力不足のため、メガ粒子砲の発射後は10秒間行動不能となる。また、バックパックにサイコミュ・システムが収納されて大型化したうえ、機体重量は倍増して運動性は劣悪なものとなっている。機体制御と火器管制はすべてサイコミュで実行可能となっているが、一般兵もマニュアルで操作可能。
望月正雄の小説『モビルスーツコレクション・ノベルス Act.1「破滅の機体」』では、初代パイロットのムラサメ研究所の強化人間が重度の精神障害で入院し、代わりにサード・ムラサメ少尉が派遣される。マラサイとジムIIによる中隊（無人機を含む）と模擬戦を行った際に本機は暴走し、多大な犠牲を払いながらもパイロットを含めた本機の破壊をもって事態を収拾する。

### ザナドゥ
漫画『機動戦士ガンダム U.C.0096 ラスト・サン』に登場。
プロトタイプサイコガンダムのバックパックを、ナイトロ・ユニットに換装した機体。グリプス戦役時にスタートした地球連邦軍のナイトロ・システム実装計画「χ（カイ）プラン」の試験機として最初期に建造されるが、統括責任者のロック・ホーカー大佐による長年の改良により、ナイトロ・ユニット自体が別体のMSとして成立するまでに至る。
ナイトロ・ユニットには本体とは別にコックピットがあり、分離が可能となっているが、複数のケーブルで繋がれたままであるため独立機動はできない。「掌」に当たる3連装ハイメガ粒子砲は戦艦の砲塔のような外観をしており、有線式のサイコミュ端末として切り離すことができ、各砲門はビーム・ソードとしても転用可能。「肩」にはT字型の「ディフェンサー・バインダー」を装備、ウィング基部にはIフィールド・ジェネレーターを内蔵し、背面の防御が固められている。下部のスラスター・ユニットは「脚」のようにフレキシブルに可動し、上部のメイン・センサーは分離時には「頭部」として展開する。
本体側の外観は原型機と大差ないが、前腕部のサイコミュ・ハンドを強化するため、「サイコミュ・セスタス」が追加装備されている。これはメリケンサック状の炸裂ボルト（ガンダムデルタカイの運用データからフィードバックされている）に給弾ベルトが伸びているほか、Iフィールド・ジェネレーターが内蔵されており、さらに原型機からの武装であるビーム・ガンにもケーブルが伸びている。なお、本体の塗装はティターンズ・カラーに近くなっている。
宇宙世紀0096年、サイド1のコロニー「シャングリラ」近傍でロック麾下の新生フルスベルク隊と「袖付き」のブランダムール隊の戦闘中に突如出現し、「もう一人のゼナイド」が搭乗して圧倒的な力を見せつけ、連邦軍のジョリオン・デイ中尉らをMSのコックピットごと連れ去る。その後の「袖付き」・連邦軍混成部隊との決戦では、ナイトロ隊の中核としてナイトロ・ユニット側にロックも搭乗して出撃するが、ガンズ・ランの乗るガンダムGファーストDXにケーブルを切断され、ガンダムデルタカイにナイトロ・ユニットのみを撃破されてロックが戦死し、本体は確保される。

### G＝ギガント
「サイバーコミックス」に掲載された松浦まさふみの漫画『機動戦士ガンダム プログラム＝マスター』に登場。プロトサイコガンダムとも呼ばれる。
サイコガンダムの試作機のひとつで、プロトタイプサイコガンダムとは異なり、機体サイズは本機と交戦したRX78重装改 実験型の数倍に達する。宇宙世紀0083年にはすでに放棄されている。
一年戦争中にUAI社が開発していたMS用の自動プログラミングシステムとともに月面の基地に放棄されていたが、再作動した自動プログラミングシステムの侵入を受けて無人のまま作戦稼働を開始する。破壊のためにUAI社から派遣されたRX78重装改 実験型と交戦し、最終的には頭部を破壊されて機能を停止する。

### プロトタイプサイコガンダム大型化試作機
『コミックボンボン夏休み増刊号』（1997年）掲載の服部健吾の漫画「機動戦士ガンダムΖΖ外伝 悪夢の戦場」に登場（型式番号：MRX-008）。
ジオングの設計を基礎として大型化されるも可変機構の導入のためにメイン・フレームのみで製作が中止され、廃棄を経て登録を抹消されたとされるが、完成した機体が登場する。頭頂高は40m近くあり、前腕はジオングのように有線サイコミュ式のロケット・アームになっている。また、ミノフスキー粒子の散布も可能となっている。
宇宙世紀0088年に月の裏側の試験演習場でテストをおこなっていたプロトタイプΖΖガンダムB型と交戦し、ハイ・メガ・キャノンによって消滅する。なお、本機のパイロットは白骨化しており、無人の状態で稼働していた。また、本機が従えていたハイザック（エゥーゴによる鹵獲機）やジムII、フルアーマー百式改は、いずれのコックピットも無人であった。

## サイコ・ガンダム試作8号機
小説『機動戦士Ζガンダム フォウ・ストーリー そして、戦士に…』に登場（型式番号：MRX-008）。
サイコ・ガンダムの8番目の試作機。サイコミュ制御機能に未完成の点があり、実験中にサイコミュシステムの暴走によってパイロット（ジル・ラトキエなど）が死亡する事故が数件発生している。真っ白な外見から、開発者たちには「冷蔵庫」と呼ばれていた。この機体で収集したデータにより、最終的にサイコ・ガンダムは完成を見た。

## 量産型サイコガンダム
メカニックデザイン企画『M-MSV』に登場。
エゥーゴとの短期決戦に備え、ティターンズのエースパイロット用として急造された。サイコガンダムMk-IIの小型化をコンセプトに開発され、通常MSの1.5倍程度のサイズにまで縮小されている。胸部には拡散メガ粒子砲3門に加えて収納式の「ハイ・メガ・バスター」を搭載しており、これはハイ・メガ・ランチャー以上の威力を発揮する反面、発射時はほかの全火器が使用不能となる欠点をもつ。サイコミュ・システムに代わり、インコムが導入されている。
劇中での活躍
『SD CLUB』第15号・第16号に掲載された、たけばしんごの漫画『シークレット・フォーミュラー フルアーマー百式改』では、月面工業都市イプシロンに存在するアナハイム・エレクトロニクス第4開発局から2機がエゥーゴを名乗る一団によって奪取され、宇宙船ドックに停泊中のアイリッシュ級戦艦「クークスタウン」を狙うが、1機はハイ・メガ・バスターの暴発によって自壊し、もう1機はフルアーマー百式改によって頭部を破壊される。
漫画『機動戦士ガンダム U.C.0096 ラスト・サン』では、ロック・ホーカー大佐麾下のナイトロ隊の所属機が多数（少なくとも10機）登場する。

## サイコ・ガンダムMk-II
『機動戦士Ζガンダム』『機動戦士ガンダムΖΖ』に登場。当初は一部媒体で「サイコガンダムMk-III」と表記されている（後述）。
開発はムラサメ研究所が担当。サイコ・ガンダムの実験データをベースに、再度宇宙用に開発された機体。基本的な設計はサイコ・ガンダムから引き継ぎつつも、武装と駆動系には改良が加えられている。ミノフスキー・クラフトをシールドへ移設することによって必要とされるサブ・ジェネレーターは本体から分離し、機体出力はサイコ・ガンダムの2/3に軽減されている。
完成時には、サイコ・ガンダムを凌駕する機動性と火力を有する地球圏最強の機動兵器になると予想されるが、グリプス戦役終盤での初の実戦参加時には、さまざまな要因から十分な性能は発揮できずに終わる（「劇中での活躍」を参照）。
その後、中破した本機はネオ・ジオンによって秘密裏に回収され、ドーベン・ウルフなどの機体設計の参考とされた。地球降下作戦の際に占領した元ティターンズのキリマンジャロ基地に運び込まれてオーバーホールされ、同時に同基地でティターンズの強化人間のデータも調査された結果、サイコミュの連動における問題点のチェックなどが急ピッチで進められる。
コックピットは頭部に存在し、後頭部内側に分離脱出用のスラスターを3基有する。搭乗者不在であっても、半自律式プログラムで起動が可能。
武装
頭部メガ・ビーム砲
頭部ユニットに内蔵された2基のビーム系固定兵装で、小型メガビーム砲と呼ぶ場合もある。拡散させて照射することも可能で、頭部の旋回によりある程度の射界を確保している。しかしながら、他の内蔵火器に比べて威力が低かったのか（出力は不明）、使用されるケースは多くなく、近接防御に用いられる場面がある程度に留まる。また、頭部を分離した状態でも発射は可能で、脱出ポッドの自衛用装備として機能する。
メガ・ビーム砲
肩部や腰部、膝部などに計20基が装備されたメガ粒子砲で、出力は1基につき6.3メガワット。空間戦闘を想定した火器であり、個々の射界はそれほど広くはないが、全身に配することで全方位への攻撃を可能としており、MF形態でもその特性が失われることはない。これらの火器管制にもサイコミュが利用されていたとみられ、グリプス戦役時の運用ではロザミア・バダムがサイコミュの機能を引き出せなかったことから効果的な攻撃ができなかったといわれている。腰部のものはMA形態時に射出口が塞がる欠点がある。
メガ拡散ビーム砲
腹部に配された3連装のメガ粒子砲。出力10.7メガワット。出力は抑えているとした資料と、サイコ・ガンダムから倍増したとする資料が存在する。本機に装備された兵装のなかで最も威力が高い。サイコ・ガンダムの同種兵装とレイアウトは同じで攻撃範囲は機体正面に限られるが、ビームの拡散によって広い範囲を捉えられる。また、MSとMFの両形態で使用可能で、対艦・対MSの双方に幅広く用いられている。
ダブリンでの戦闘ではキュベレイMk-IIが発生させた対ビーム・バリアに防御されている。
サイコミュ式ビーム・ソード / ビーム砲
前腕はジオングと同様に有線サイコミュにより射出・操作が可能となっている。劇中ではZZガンダムを捕らえる際に使用した。
さらに手首を折りたたみ、巨大なビーム刃を発生させる（出力1.7メガワット）。大口径ビーム砲としての転用も可能であり腕部の可動によって射界を広く確保している。劇中ではビーム砲としてのみ使用。
サイコ・ガンダム同様、各指にはビーム砲を備え、ビーム・ソードを含めた前腕部の機構を腕部有線式サイコミュ5連装ビーム砲と呼ぶ場合もある。
レフレクター・ビット
劇中では「レフ・ビット」と呼ばれ、「リフレクター・ビット」と呼称する資料もみられる。Iフィールド・ジェネレーター（磁気フィールドともいわれる）を有した無線誘導端末で、通常のビットやファンネルと異なりそれ自体に攻撃能力はないが、ビームを反射させ、敵の攻撃を無効化した上で、死角からや障害物を迂回しての攻撃を行う。この装備はビーム砲が固定されるMF形態において、射線を変更する役割を持ち、他の無線式攻撃端末とは異なるオールレンジ攻撃を可能としている。一方で、ビームの偏向は複雑なコントロールを必要とするため、パイロットの精神に多大な負担を与える。ごく短距離であれば大気圏内でも使用可能。
不使用時は背部に収納されているが、MS形態時はメイン・スラスター・ユニットが射出口を塞ぐ形となる。
シールド
シールド・アーマーと呼称する資料もみられる。ミノフスキー・クラフトを兼ねる防御装備。キュベレイMk-IIのビーム・サーベルを防御したことから、耐ビーム・コーティングが施されていたと考えられる。
サイコ・ガンダム同様、MF形態では上下二分割されるが、MS形態でも結合せずに両肩部側面に装着が可能で。
MF形態ではこのシールドに搭載したミノフスキー・クラフトとバーニアやスラスターの組み合わせにより高い機動性を発揮する。
なお、プルツーの搭乗ではMF形態時に損傷したため、MSに変形する際にパージしている。
Iフィールド
戦艦の主砲を弾くバリアを展開可能。
劇中での活躍
テレビ版『機動戦士Ζガンダム』では第48話に登場。パイロットは強化人間のロザミア・バダムで、彼女に刷り込み操作で兄と思わせてあるゲーツ・キャパがバウンド・ドックで随伴して指示を出すが、彼女の精神状態は不安定になっており、指示を受け付けずにはぐれてしまう。シールドはミノフスキー・クラフトの調整が間に合わず、未装備となったためにMF形態への変形はできず、終始MS形態のままで戦闘をおこなう。また、ロザミアの精神不安定によりレフレクター・ビットやビーム・ソードといったサイコミュ兵装は使われていない。Ζガンダムで交戦するカミーユ・ビダンは、自分を兄と思わせて戦いを止めさせようとするも失敗したため、ビームを乱射しながらアーガマに迫る本機の頭部コックピットをやむなく狙撃し、胸部も誘爆している。なお、劇場版ではこのエピソードはカットされているため、本機は登場しない。また、小説版では名称が「サイコガンダムII」になっており、アクシズでの戦闘で離脱した後にグリプス2での戦闘で意識が協調したカミーユをかばい、ゲーツのバウンド・ドックと相討ちになる。
アニメ『機動戦士ガンダムΖΖ』では、ネオ・ジオン軍に回収された機体に強化人間プルツーが搭乗する（この時、初めてモビルフォートレス形態が登場する）。しかし、本機にはロザミアの癖が残っており、それに対してプルツーは不快感を示すもののこれを一蹴し、レフレクター・ビットによる防御と攻撃を自在にこなすなど、本機の能力を存分に引き出している。コロニー落着後のダブリンでアーガマ隊を急襲し、エルピー・プルのキュベレイMk-IIやジュドー・アーシタのΖΖガンダムと交戦すると、キュベレイMk-IIの攻撃を封じたり、ΖΖガンダムのダブル・ビーム・ライフルを無効化するなど、猛威を振るう。キュベレイMk-IIの特攻で装甲にダメージを被るも、その攻撃力は衰えなかった。最後はΖΖガンダムのハイパー・ビーム・サーベルによって撃破され、プルツーは頭部を分離させて脱出する。なお、小説版ではアムロ・レイのシュツルム・ディアスによって撃墜される。
スマートフォンゲームアプリ『機動戦士ガンダム U.C. ENGAGE』のイベント「0087 ペッシェ・モンターニュ ～水の星にくちづけをII～」によれば、ムラサメ研究所製の本機にオーガスタ研究所の技術を反映させるため、ロザミアとローレン・ナカモト博士が招集されたとしている。
SFC用ソフト『SD機動戦士ガンダム2』の2人用モード全5ステージのうち、最終ステージ5の最終ボスは本機である。
漫画『機動戦士ガンダム U.C.0094 アクロス・ザ・スカイ』では、「デビルズ・ネスト」に秘匿されていた、初期型のナイトロシステムを搭載した機体が登場する。サイコ・ガンダムとともに圧倒的な力を見せつけるが、ブレイア・リュード少尉が搭乗するガンダムデルタカイのハイ・メガ・キャノンによって撃破される。
名称
本機の設定画での名称は「サイコガンダムMk-III」とされており、側頭部にも"PSYCO-GUNDAM MK-3"と記されている。『月刊ニュータイプ』1986年1月号でもこれを踏襲し、「Mk-II」は第35-36話でフォウが搭乗した機体、すなわちサイコ・ガンダム2号機であるとされた。
しかし、同時期に発行された『模型情報』1986年1月号では「サイコガンダムMK-II」と表記しており、その後は「Mk-II」に表記が統一され、アニメ『機動戦士ガンダムΖΖ』劇中でも「サイコ・ガンダム・マーク・ツー」と呼ばれる。なお、小説版『Ζガンダム』では「サイコガンダムII」と表記される。

### バケットホイールエクスカベーター型サイコガンダムMk-II
漫画『A.O.Z Re-Boot ガンダム・インレ-くろうさぎのみた夢-』に登場。名称はウェブ企画「A.O.Z Re-Boot」による。
火星でのレジオン建国戦争時に運用されたサイコ・ガンダムMk-IIから武装を撤去し、右肩に掘削用のバケットホイールエクスカベーターが取り付けられている。
作中での活躍
オリンポス山火口基地で作業用重機として運用される。宇宙世紀0091年10月の「輝ける星」作戦の際に、火口基地で強制労働させられていたもうひとつのジオン残党「ジオンマーズ」のチェスターJr.部隊の蜂起とともに奪取され、強化人間人格OS "BUNNyS" および疑似人格コンピューター・システムと戦闘プログラムをインストールし、さらにクローン強化人間であるマーキュリーが搭乗してBUNNySの憑代となることで、巨体とは思えない運動性を発揮する。強化人間部隊である「新生PG部隊」のハイザック飛行型を格闘戦のみで次々と撃破し、アリス親衛隊のグロリア・ザビが搭乗するガンダムTR-6［フライルーII］をも大破させるが、アリシア・ザビのリハイゼと多数の［フライルーII］部隊による一斉射を浴びせられ、沈黙する。

## サイコ・ガンダムMk-IV G-ドアーズ
宇宙世紀0092年を舞台とする漫画『機動戦士ムーンガンダム』の物語冒頭に登場。同作の主役機であるムーンガンダムの原型となった機体のひとつ。メカニックデザインは形部一平。
サイコ・ガンダムMk-IVの3号機。ガンダムMk-II（強奪前）やジム・クゥエルと同じ配色のティターンズカラーと、各部の装甲の隙間からのぞく緑色の発光ユニットが特徴。従来のサイコ・ガンダム系列のような大型火器や変形機構をもたない標準サイズのMSとして設計されており、重火力の系列機と連携することで真価を発揮する。
のちのサザビーやνガンダムなどに搭載されるサイコフレームのコンセプトモデルであり、後発機体のようにフレームを内装するのではなく、ファンネル自体にフレームを組み込んだ16枚の「サイコプレート」を外装することにより、機体を大型化することなくフレーム素材の搭載量を増やしている。これは、開発当時にはまだサイコプレートを小型化し操縦席に組み込む技術が確立されていないためである。一方でサイコプレートは単なる武装ではなく、機体本体の操作系に作用して反応速度を上げる役割も兼ねている。「G-ドアーズ」は扉状に見えるサイコプレートの形状からつけられた3号機の名称で、サイコフレームの効率的な運用を模索していたMk-IVの1号機や2号機も存在するとされる。
武装としてのサイコプレートは、サイコ・ガンダムMk-IIのレフレクター・ビットを発展させた装備で、射撃機能を排した代わりにサイコフレームの硬度を活かした直接打撃や防御シールドとしての機能をもつ。通常は16枚を連結した一枚板の状態でバックパックのアーム2本に懸架され、パイロットの工夫次第で多彩な合体パターンや運用法を生み出すことができる。それ以外の武装は、頭部左右のバルカン砲2門、短銃身に改造されたフォア・グリップ付きのビーム・ライフルのほか、バックパック上部に収納されたビーム・サーベル2基。
機体はミスター・エンキドゥなる人物の支援のもとで完成したとされているが、実際にはグリプス戦役を経て連邦軍を追われたティターンズ残党にシャア・アズナブルが偽名を用いてサイコフレームのアイデアを提供し、設計させたというのが真相である。当時のネオ・ジオンにはサイコフレームを独自に開発する能力がなかったため、利用した後に裏切って始末することを前提として、強化人間の運用ノウハウを持つティターンズ残党に開発や実証をおこなわせた。
完成した機体はサイド1宙域に存在するティターンズ残党の拠点に秘匿されていたが、宇宙世紀0091年、シャアによる匿名の通報を受けた連邦軍外郭部隊「ロンド・ベル」との戦いで、アムロ・レイの搭乗するリック・ディジェに撃破される。しかし、通報者であるシャアの正体や真意まではロンド・ベルに知らされていなかったため、サイコプレートは単なる残骸として見逃されてしまう。1年後の宇宙世紀0092年、残存した頭部と8枚のサイコプレートが辺境コロニー「ムーン・ムーン」に漂着し、ネオ・ジオン軍のサイコミュ搭載MS「バルギル」の補修パーツとして再利用された結果、バルギルは「ムーンガンダム」として生まれ変わる。

## 『機動戦士Gundam GQuuuuuuX』におけるサイコ・ガンダム
正史の『Ζガンダム』『ガンダムΖΖ』に登場する機体と同じムラサメ研究所製であるが、こちらの型式番号は正史側のサイコガンダムMk-IIと同じ「MRX-010」、全高は50メートルまでに大型化しており、全身の外装を分離してビット兵器とすることが可能。

## そのほかの関連機体

### ゲミヌス
OVA『GUNDAM EVOLVE ../9  MSZ-006 Ζ-GUNDAM』に登場するティターンズの試作巨大可変MA。劇中では「サイコシップ」と呼ばれている（型式番号：QRX-006）。
八面体のMA形態から巨大なMS形態へ変形する。多数のニュータイプ（あるいは強化人間）が搭乗し、「ハスター」と呼称されるサイコミュ誘導型のビットMSを用い、オールレンジ攻撃をおこなう。また、サイコミュ遠隔操作の腕部も武器である。その腕部がレッド・ゼータとの交戦中にサイコミュ遠隔操作を乗っ取られ、自身に向けて使用された結果、ゲミヌスは破壊される。
MAでは初めて宇宙から地球への超長距離ビーム狙撃に成功する。
型式番号に「Q」を冠する研究所は存在しないという設定が書籍『ガンダム・ファクトファイル』に掲載されたが、後に書籍『データガンダム キャラクター列伝［宇宙世紀編II］』において同機はチャクラ研究所による開発で、ティターンズを裏切った同研究所を破壊するために攻撃をしかけていたと記載されている。

### サイコガンダムMk-III
宇宙世紀世界ではない別の世界観を舞台とした対戦型格闘ゲーム『ガンダム・ザ・バトルマスター』シリーズに登場するオリジナルMA（一部資料では型式番号：MRX-012）。
軍の研究機関によって開発された機体で、マリア・ニコルスが搭乗する。武装は肩や脚、胸に多数のメガ粒子砲、両腕部の大型ビームソードと、その手足から放たれる格闘技で、変形機構やサイコミュなどの要素は見当たらない。そもそもこの機体には設定画以上の詳しい設定がほとんど存在せず、武装類はゲーム中に確認できるもののみである。
ゲーム中では、ダウン時以外攻撃を受けても怯まず、攻撃中の割り込みが不可能（このゲームの大型機共通の特徴）であるうえ、通常MSと同様に防御動作も可能であるなど、振り向き動作も含めた十分な機動力と、数発で敵の装甲を削り取る圧倒的な攻撃力を持ち合わせている。
登場キャラクターをアニメ版のものに置き換えた北米版『Gundam Battle Assault』では、パイロットがヴァルダー・ファーキルに変更されている。また、続編の『Gundam Battle Assault 2』、およびその日本移植版の『機動武闘伝Gガンダム THE バトル』『新機動戦記ガンダムW THE バトル』ではパイロットがウルベ・イシカワになっている。

### サイコロガンダム
ゲーム『SDガンダム』シリーズに登場。初登場はバンダイのゲーム『SDガンダムワールド ガチャポン戦士 スクランブルウォーズ』。
白地の六面体にドットが刻まれた一般的なサイコロに、サイコ・ガンダムの頭部が付いているというコミカルな外見。非常に高い戦闘力を誇り「四角い死神」と呼ばれている。サイコロの目から無数のビームやミサイルを発射し、『SDガンダム ガシャポンウォーズ』では胴体（サイコロ）を巨大化させての格闘攻撃も備わった。
誕生の経緯は、ファミリーコンピュータの性能ではサイコ・ガンダムの全身を描くことは不可能であったため、苦肉の策として胴体をサイコロにしたことによる。その後、ゲーム『SDガンダム GGENERATION-0』にて「サイコロガンダム」として再登場し、それ以後の同シリーズや『SDガンダム ガシャポンウォーズ』にも登場した。
これとは別に、バンプレストから発売されたゲーム『SDヒーロー総決戦 倒せ!悪の軍団』では、サイコ・ガンダムのモビルフォートレス形態がサイコロになっている。通常はサイコロ形態で、プレイヤーキャラが近づくと徐々にMS形態に変形する。変形が完了すると攻撃を行い瞬時にサイコロ形態に戻る。サイコ・ガンダムのカラーリングに合わせ、サイコロ形態は黒地に赤いドットが刻まれており、画面から見て1、4、6の順に目が変化する。
なお、『機動戦士ガンダムΖΖ』第1話「プレリュードΖΖ」において、クムがサイコ・ガンダムをサイコロガンダムと呼ぶ場面がある。

### サイコロガンダムMk-II
サイコロガンダムに似た姿をしている。顔はサイコ・ガンダムMk-IIである。
1991年にコミックボンボンに連載された漫画『タマロイド 超Cガンダム』では、くろすぼ〜ん族の兵器として巨大なサイコロからサイコ・ガンダムMk-IIの頭部に手足のついた形態（同作におけるキャラクターの一般的な形態）へ変形する「サイコロガンダム」が登場した。

### ブラックドール
佐藤茂の小説『∀ガンダム』では、グエン・サード・ラインフォードが「ブラックドール」という機体を持ち出している。劇中描写はサイコ・ガンダム (MRX-009) に類似しているが、MA形態ですら全高40mのウォドムと同サイズと、ほぼ倍近い巨体になっている。また、強化人間どころか本職のMSパイロットですらないグエンでも平然と操縦できることから、本当にサイコ・ガンダムだったのかは不明。
これを受け、アニメ『∀ガンダム』を題材にしたゲーム作品（おもに『スーパーロボット大戦α外伝』『SDガンダム GGENERATION』シリーズ）では、小説版にならって「サイコ・ガンダムに乗るグエン」という演出がなされるようになった。また、アニメ『ガンダムビルドファイターズトライ』には、サイコ・ガンダム (MRX-009) 仕様に塗装された∀ガンダムのガンプラが登場する。

### フルバースト・サイコ・ガンダム
トレーディングカードアーケードゲーム『ガンダムトライエイジ』に登場するオリジナル機体（型式番号KRX-001、頭頂高40.0m、本体重量228.9t）。
上記のニューホンコンでフォウが搭乗したサイコ・ガンダムをカラバが鹵獲し、アムロ・レイ用に改修したものとされる。カラーリングをRX-78-2ガンダムに近いパターンに変更。サイコミュには調整が加えられ、背部に「ハロファンネル」と呼ばれるビットを収納したコンテナを、右肩にバストライナーを流用したビーム砲を、左腕にはキャノン砲2門を内蔵したシールドを追加している。MA形態は飛行姿勢とカラーリングが変更されているほか、上記シールドが翼に変更されてGファイターのような外見となっている。
機体デザインは瀧川虚至。

### サイコガンダムMk-V
「マイアニメ」誌上に掲載された小林誠による雑誌企画『THE EVOLUTION OF GUNDAM ガンダム進化論 ΖΖへの道』で設定された機体。プロト・エプシィ・ガンダムもしくはプロト・エプシィとも呼ばれるが、エプシィガンダムとの関連性は不明。
「ΖΖガンダムはサイコガンダムの系列機である」というオリジナル設定にもとづくもので、サイコガンダムとΖΖガンダムの中間にあたる機体。設計はアナハイム・プラントのナガノ主任が担当した。機体は全高28mにまで小型化されながらも出力はサイコガンダムと同等であり、ΖΖガンダムと同様にフォートレス形態への変形のほか、コアユニット・Aパート・Bパートの3機による分離合体機能を有する。武装は機体各所のビーム砲17基で、さらに機体各部を切り離してのオールレンジ攻撃も可能となっている。
本機ののちには形態を大きく変えたサイコガンダムMk-V改が開発されたほか、以前にもサイコガンダムMk-IIIおよびMk-IVの試作がおこなわれたとされている。
元は永野護によって作成されたΖΖガンダムの没デザインである。

### サイコガンダムシステム001／002号機
「電撃ホビーマガジン」の雑誌企画『ソロモンエクスプレス2 THE MYSTERY OF PSYCHOMMUN-SYSTEM』に登場する機体。
地球連邦軍とアナハイム・エレクトロニクスによってサイコ・ガンダム以前に試作された機体で、001号機と002号機の2機が製造されている。機体形状はサイコ・ガンダムMk-IIに近いが可変機構は有さず、長い手足や大きくくびれた腰部、背部に備えられた巨大な翼などから構成される独特なフォルムを持つ。搭載されたフラナガン機関由来のサイコミュシステムの大部分が詳細不明だったため、非常事態用の自爆システムを有しており、機体表面には自爆用のマニュアルボルトが各所に設けられている。しかし、完成した2機は自爆システムをオフラインにして暴走しながら異次元への扉を開き、暴走開始から10秒強経過した時点で2機とも消失した。
この暴走事故によってサイド2を中心とする各コロニーでのニュータイプの覚醒や暴走が誘発されており、ティターンズがコロニーにおこなった毒ガス作戦は、この際に覚醒したニュータイプを抹殺するという目的もあったとされている。また、サイコ・ガンダムのMF形態は、この事故を受けて設けられた暴走抑制のための拘束形態であるとも設定されている。

### サイコガンダム・マーク-IV
雑誌上のパロディ企画『機動戦士Oガンダム 光のニュータイプ』に登場するニュータイプ専用可変MA。
スーパー・ジオンに参加したアルテイシア少佐の専用機。武装などはサイコ・ガンダムMk-IIよりも強化されており、赤い機体塗装や頭部のブレードアンテナなど、機体各所にシャア専用機を彷彿させる意匠が施されている。